# 圣玛丽德屈讷
圣玛丽德屈讷（法語：Sainte-Marie-de-Cuines，法語發音：[sɛ̃t maʁi də kɥin]）是法国萨瓦省的一个市镇，属于圣让德莫里耶讷区。

## 地理
圣玛丽德屈讷（45°20'24"N, 6°18'6"E）面积14.95 平方千米，位于法国奥弗涅-罗讷-阿尔卑斯大区萨瓦省，该省份为法国东部省份，历史上为薩伏依的一部分，北起上萨瓦省，西接伊泽尔省和安省，南部和东部与上阿尔卑斯省和意大利接壤。
与圣玛丽德屈讷接壤的市镇（或旧市镇、城区）包括：雅里耶、蒙韦尔尼耶、圣阿尔邦德维拉尔、圣阿夫尔、圣艾蒂安德屈讷。

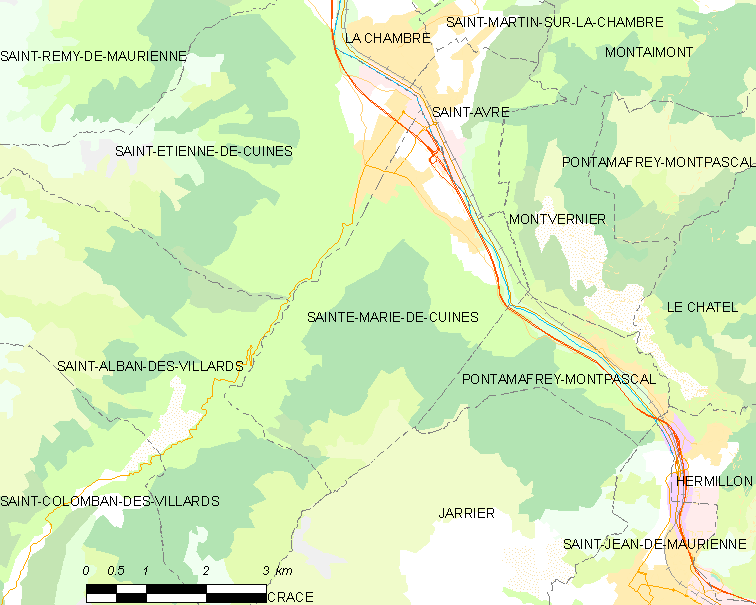
圣玛丽德屈讷的OSM定位图

圣玛丽德屈讷的时区为UTC+01:00、UTC+02:00（夏令时）。

## 行政
圣玛丽德屈讷的邮政编码为73130，INSEE市镇编码为73255。

## 政治
圣玛丽德屈讷所属的省级选区为圣让德莫里耶讷县。

## 人口

1962-2008年间圣玛丽德屈讷人口变化图示

圣玛丽德屈讷于2022年1月1日时的人口数量为840人。